# Élections municipales de 2026 à Strasbourg
Pour des articles plus généraux, voir Élections municipales françaises de 2026 et Élections municipales de 2026 dans le Bas-Rhin.
Les élections municipales de 2026 à Strasbourg auront lieu en mars 2026. Elles visent au renouvellement du conseil municipal et du conseil métropolitain de l'eurométropole de Strasbourg.

## Modalités du scrutin

### Dates
Ces élections se tiendront en mars 2026, les dates précises seront annoncées par décret au moins 3 mois avant le scrutin.

### Mode de scrutin
L'élection des conseillers municipaux et métropolitains se déroule selon un scrutin de liste à deux tours avec prime majoritaire : les candidats se présentent en listes complètes avec la possibilité de deux candidats supplémentaires. Lors du vote, on ne peut faire ni adjonction, ni suppression, ni modification de l'ordre de présentation des listes. Chaque bulletin de vote comporte deux listes : une liste de candidats aux seules élections municipales et une liste de ceux également candidats au conseil métropolitain.
Le nombre de sièges à pourvoir au conseil municipal de Strasbourg correspond à celui des communes dont la population est comprise entre 250 000 et 300 000 habitants, soit 65 sièges. Les conseillers municipaux sont élus au suffrage universel direct pour une durée de mandat de six ans. L'élection se termine au premier tour en cas de majorité absolue. Le cas échéant, un second tour a lieu. Les listes qui ont obtenu au moins 10 % des suffrages exprimés au premier tour peuvent se présenter au second. Les candidats des listes qui ont obtenu plus de 5 % des suffrages exprimés au premier tour peuvent rejoindre une autre liste.
La liste ayant obtenu le plus de voix se voit attribuer la moitié des sièges, arrondie à l'entier supérieur si nécessaire. Ainsi, la liste majoritaire obtiens automatiquement 33 sièges. Les 32 sièges restants sont attribués à la représentation proportionnelle à la plus forte moyenne aux listes ayant obtenu au moins 5 % des suffrages exprimés au second tour (ou au premier tour en cas de tour unique).

## Contexte

### Scrutin précédent
Les élections municipales de 2020 ont été marquées par une abstention massive en raison de la pandémie de Covid-19, la participation lors du 1er tour s'étant effondrée de 50 % en 2014 à 34 % en 2020.
Sur le plan local, la liste menée par l'écologiste Jeanne Barseghian, parvient à prendre la mairie jusqu'alors aux mains du parti socialiste en obtenant 47 sièges. 
La liste du centre, menée par Alain Fontanel et soutenue par La République en Marche, Agir et le MoDem, et la liste de droite, du républicain Jean-Philippe Vetter, fusionnent au 2d tour et obtiennent 11 élus, soit 4 de moins que lors de la mandature précédente.
Enfin, le PS est relégué au rôle d'opposition et ne conserve que 7 sièges.
Le Rassemblement national ne parvient pas conserver ses 2 sièges, la liste n'ayant pas manqué de peu les 10 % au 1er tour et n'ayant pas fusionné avec une autre liste pour le 2d.

## Candidatures déclarées
Le 3 juin 2025, Mohamed Sylla, candidat lors des élections législatives de 2024 dans la 3e circonscription, et soutenu par Utiles, annonce qu'il souhaite "implanter le mouvement dans un maximum de communes du Bas-Rhin" bien que dans le cas de Strasbourg, il se dit "ouvert à une stratégie commune" avec la maire sortante.
Le 3 juillet 2025, la maire écologiste sortante Jeanne Barseghian annonce être candidate à sa réélection.

## Sondages
Tout sondage d'opinion est affecté par une marge d'erreur.
Une couleur arbitraire est associée à chaque institut de sondage ; ces couleurs sont une aide visuelle et ne correspondent pas à une tendance politique.

## Résultats
|                          |                   |       |              |              |             |             |        |        |  |
| Tête de liste            | Tête de liste     | Liste | Premier tour | Premier tour | Second tour | Second tour | Sièges | Sièges |  |
| Tête de liste            | Tête de liste     | Liste | Voix         | %            | Voix        | %           | CM     | CC     |  |
|                          | Jeanne Barseghian | LÉ    |              |              |             |             |        |        |  |
|                          |                   |       |              |              |             |             |        |        |  |
|                          |                   |       |              |              |             |             |        |        |  |
|                          |                   |       |              |              |             |             |        |        |  |
|                          |                   |       |              |              |             |             |        |        |  |
| Votes valides            |                   |       |              |              |             |             |        |        |  |
| Votes blancs             |                   |       |              |              |             |             |        |        |  |
| Votes nuls               |                   |       |              |              |             |             |        |        |  |
| Total                    | Total             | Total |              | 100          |             | 100         | 65     | 49     |  |
| Abstention               |                   |       |              |              |             |             |        |        |  |
| Inscrits / participation |                   |       |              |              |             |             |        |        |  |